# Ernest Solvay
Ernest Gaston Joseph Solvay (Rebecq, 16 aprile 1838 – Ixelles, 26 maggio 1922) è stato un chimico, imprenditore, politico e filantropo belga.

## Biografia

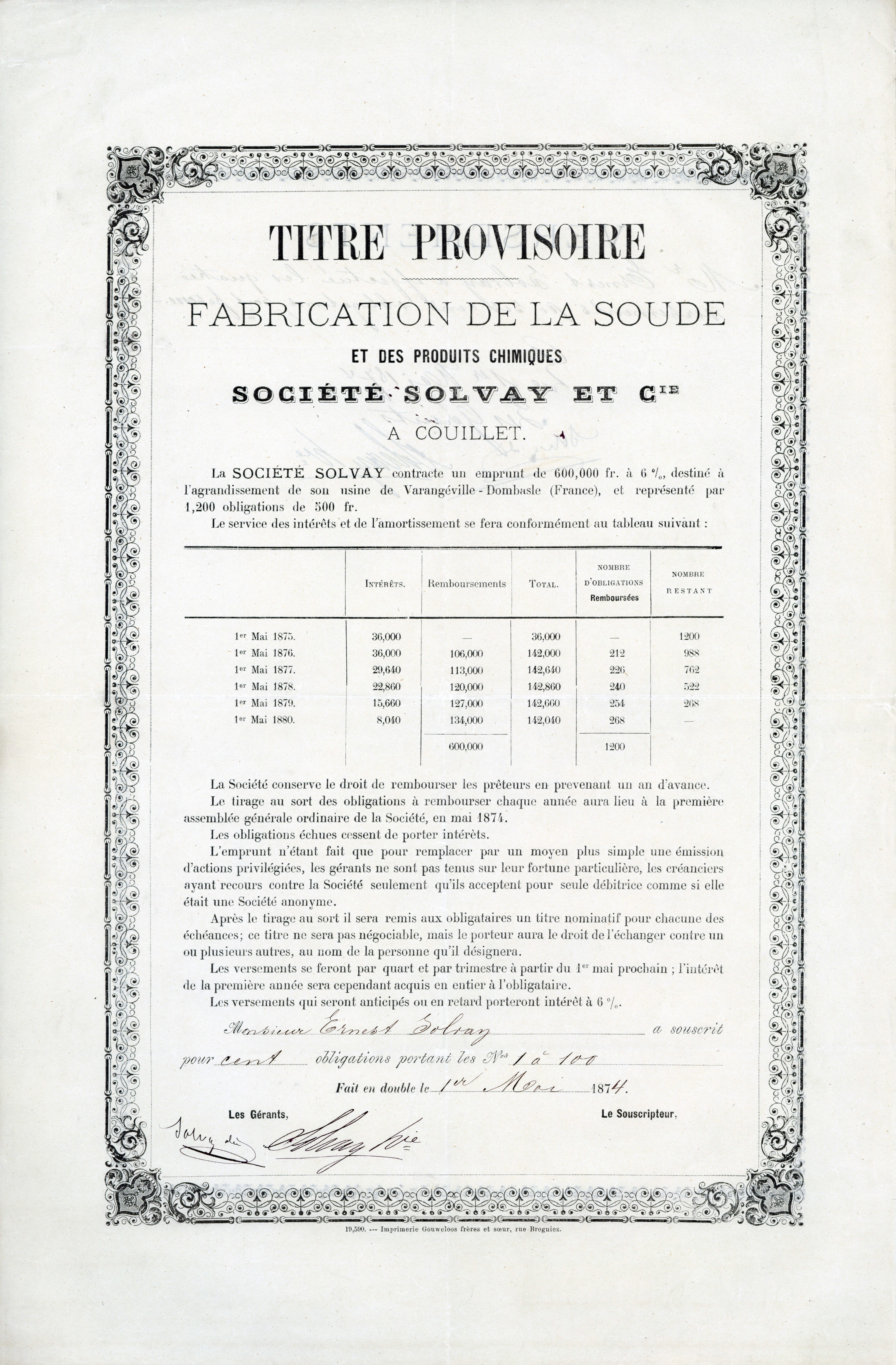
Certificato globale per 100 obbligazioni n. 1-100 della Société Solvay & Cie. a 500 franchi ciascuna, emesso il 1º maggio 1874 a favore di Ernest Solvay e da lui personalmente firmato in qualità di direttore generale. L'obbligazione con un interesse del 6% per un importo totale di 600.000 franchi è stata sottoscritta per la costruzione di una fabbrica a Dombasle-sur-Meurthe in Francia.

Ernest Solvay nacque il 16 aprile 1838 a Rebecq-Rognon (Belgio), fu inventore, industriale, senatore, ministro di Stato, dottore honoris causa all'Università libera di Bruxelles e all'Università di Ginevra, socio corrispondente dell'Istituto di Francia e dell'Accademia delle scienze di Berlino.
Il padre Alexandre era responsabile di cava e raffinatore di sale (salinaio), ma commerciava anche prodotti di importazione oltre a sapone e olio, in seguito ricoprirà il ruolo di vicepresidente della Camera di Commercio a Nivelles.
Il piccolo Ernest frequenta, insieme al fratello minore Alfred, la scuola elementare a Rebecq. Successivamente passa al Collegio di Malonne sotto l'insegnamento dei "Fratelli della Dottrina Cristiana". Sarà qui che Ernest si appassionerà allo studio della chimica, tuttavia a causa della pleurite contratta, sarà costretto ad abbandonare gli studi contro la volontà dei genitori, così a 16 continua gli studi sulla chimica nel villaggio natio.
Dopo un breve periodo ad Anversa presso un negoziante, insieme al fratello Alfred, nel 1860 passa a lavorare con lo zio Semet, direttore di una fabbrica di gas vicino a Bruxelles. Con la nomina a vicedirettore uscirà allo scoperto la sua genialità e la sua intelligenza inventiva. Proprio qui, lavorando in laboratorio, ottiene per caso il bicarbonato di sodio e ne immagina la possibile produzione industriale.
Il 15 aprile 1861 a 23 anni esatti deposita il suo primo brevetto: Fabbricazione industriale del carbonato di sodio a partire da sale marino, dall'ammoniaca e dall'acido carbonico, più comunemente noto come processo Solvay.
Ernest scopre che da decenni era stato tentato qualcosa di simile, ma con scarsi risultati, anche a causa delle spese elevate.
Mentre altri ricercatori tentano di seguire la strada intrapresa da Ernest ma senza riuscirci, Ernest chiama anche il fratello nell'impresa e il 26 dicembre 1863 nasce la società Solvay & Cie.
Il 14 marzo 1864 inizia la costruzione dello stabilimento di Couillet, ora quartiere di Charleroi.
Mentre Alfred si occupa di dirigere la costruzione, Ernest lavora ancora per lo zio, che abbandonerà poco dopo per raggiungere il fratello al momento in cui iniziano i tentativi di produzione.
Sorgono però infiniti problemi tanto che finiscono per accumulare debiti enormi, ma sull'orlo della bancarotta nel 1865, sono salvati dalle risorse ricavate dalla famiglia Solvay e da alcuni azionisti.
Nel 1867 la produzione inizia ad entrare nel vivo con enormi quantità prodotte, così che nel 1869, grazie ad una nuova colonna di assorbimento, la produzione aumenta decisamente e lo stabilimento viene ingrandito.
I Solvay comprendendo che la vicinanza del sale allo stabilimento è fondamentale per contenere i costi, si mettono alla ricerca di siti più adatti per un'espansione in Europa. A Dombasle-sur-Meurthe in Lorena nel 1874, poi in Gran Bretagna, Austria, Germania e Russia nel decennio seguente. Nel 1883 viene aperta la sede dell'Amministrazione Centrale a Ixelles, ovvero il centro di raccolta di tutti i dati in arrivo dagli stabilimenti e la sede di tutte le decisioni, tuttora esistente.
Nel 1888 si festeggiano i primi 25 anni di attività con una produzione eccellente.
Negli ultimi anni del secolo la Solvay primeggia in Europa.
Alfred muore a Nizza il 23 gennaio del 1894 a soli 54 anni. Il fratello, affranto da tale scomparsa, continua il lavoro e nel 1898 inizia a Jemeppe-sur-Sambre (Belgio) la produzione di cloro e soda caustica dall'elettrolisi della salamoia.
Mecenate dell'Université libre de Bruxelles, nel 1911 organizza quelli che diventeranno i famosissimi Congressi Solvay: ogni tre anni (generalmente) nel parc Léopold vengono riuniti una ventina fra i più valenti scienziati del momento per un confronto di idee che dura circa una settimana.
Nel 1913, dopo aver acquistato alcuni terreni, la Società Solvay inizia la costruzione del primo stabilimento industriale in Italia, nel comune di Rosignano Marittimo (poi Rosignano Solvay) per la produzione di soda.
Il sito è scelto per le vicinanze di tutti gli ingredienti che occorrevano al ciclo industriale: le cave per l'estrazione del calcare a Rosignano Marittimo e a San Carlo, il sale a Ponteginori, l'acqua marina impiegata per il raffreddamento durante la produzione e la possibilità di utilizzare il vicino scalo ferroviario per la commercializzazione. Tale scelta giovò alle finanze e non solo del Comune, che decise, come ringraziamento, di conferire il 4 ottobre 1914 a Ernest Solvay la cittadinanza onoraria del comune di Rosignano Marittimo.
Intanto, nel 1918 Ernest Solvay è nominato ministro dello Stato.
Muore a Ixelles il 26 maggio 1922 a 84 anni e viene sepolto nell'omonimo cimitero.